# Etocybina
Etocybina – psychodeliczna substancja psychoaktywna z rodziny tryptamin.
4-PO-DET strukturalnie jest bardzo zbliżone do psylocybiny. Substancja ta została odkryta w latach 50' XX wieku, przez Alberta Hofmanna i Franza Troxlera. 4-PO-DET jest estrem fosforowym 4-HO-DET. Jednym z pierwszych etapów metabolizmu 4-PO-DET jest defosforylacja do 4-HO-DET.

Przeczytaj ostrzeżenie dotyczące informacji medycznych i pokrewnych zamieszczonych w Wikipedii.